# Klosterschule Ilfeld

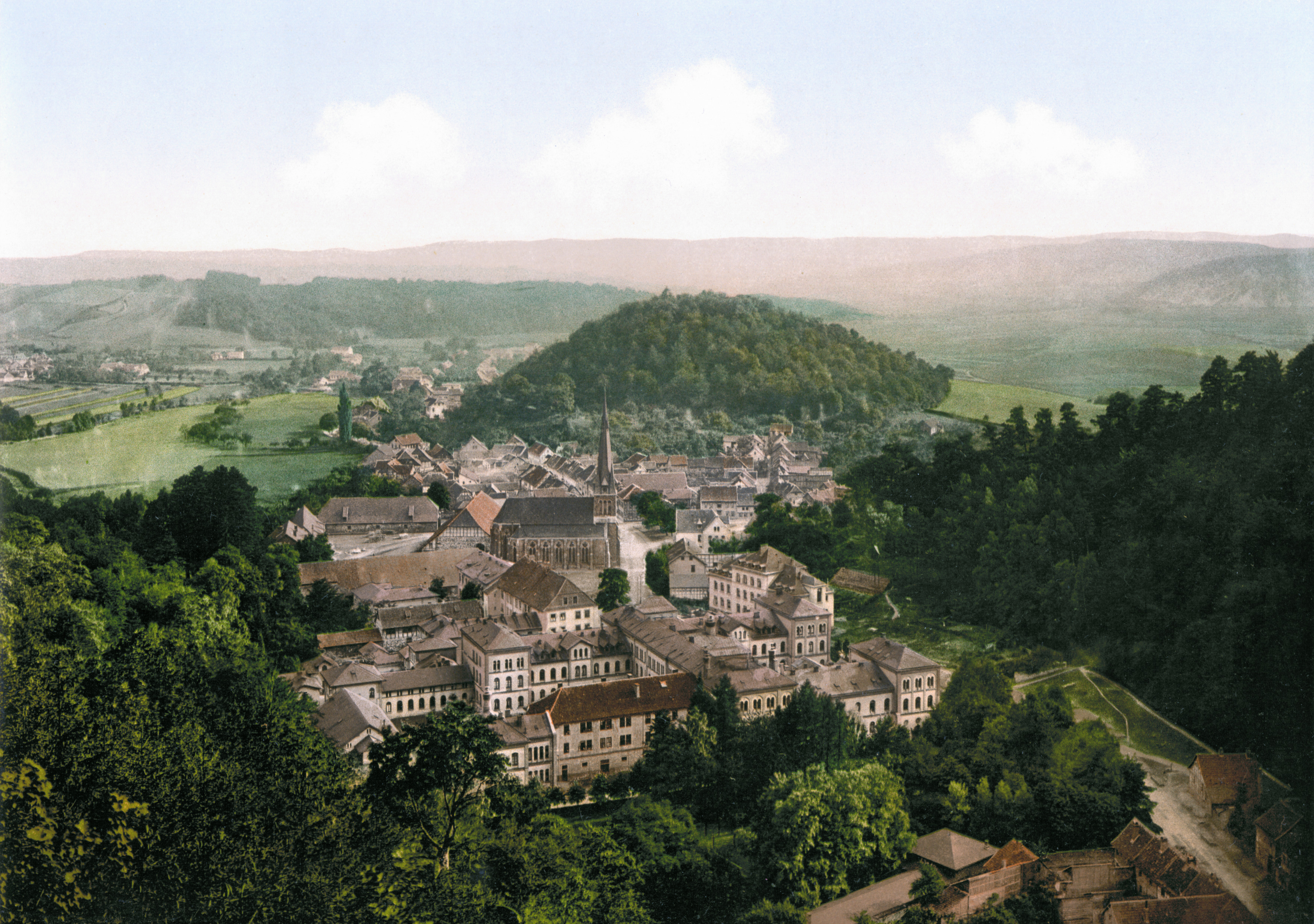
Ilfeld um 1900; im Vordergrund der dominante Schulkomplex aus dem 19. Jahrhundert

Die Klosterschule Ilfeld ist ein im Jahr 1546 in den Gebäuden des aufgehobenen Prämonstratenserklosters Ilfeld gegründetes ehemaliges Gymnasium. Das Alumnat gehörte bis 1934 zu den großen Gymnasien Mitteldeutschlands.

## Geschichte

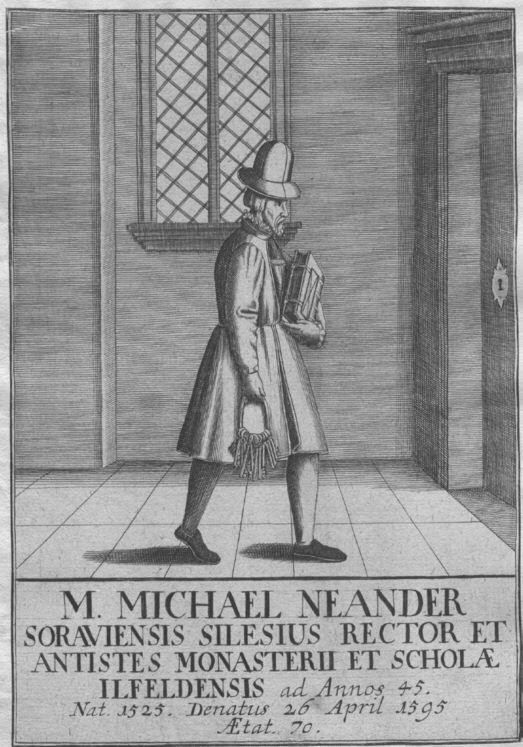
Michael Neander als Schulrektor und Klostervorsteher in Ilfeld, zeitgenössischer Kupferstich

Die Klosterschule Ilfeld wurde im Jahr 1546 durch den letzten Abt des Klosters Ilfeld Thomas Stange mit Konsens von Graf Wolfgang zu Stolberg gegründet. Michael Neander setzte hier als Schulleiter ab 1550 die Schwerpunkte und Grundlagen für die spätere Tradition, aufbauend auf den Vorstellungen des Reformators Philipp Melanchthon. Mit Aussterben der Territorialherren im Mannesstamm in der Grafschaft Hohnstein im Jahr 1593 versuchte sich Herzog Heinrich Julius von Wolfenbüttel deren Erbe zu sichern und geriet so mit den konkurrierenden Grafen zu Stolberg in Streit. Die Welfen verloren den Rechtsstreit durch ein Urteil des Reichskammergerichts  aus dem Jahr 1632. Nur das Stift Ilfeld verblieb als „Milde Stiftung“ in der Obhut der Welfen. Diese Exklave wurde bereits seit 1559 von Hannover aus verwaltet. Die Milde Stiftung sollte sich später (1803) beim Reichsdeputationshauptschluss als nützlicher Vorteil erweisen, da so eine Säkularisation nicht erfolgen konnte.
Der Dreißigjährige Krieg brachte im Jahr 1622 mit der Katholischen Partei die Restauration der Verhältnisse im Stift Ilfeld und 1629 zogen die Prämonstratenser in ihr altes Kloster wieder ein. Sie wurden jedoch bereits 1631 von herannahenden schwedischen Truppen zur Flucht veranlasst. Zwei Jahre später richtete der protestantische Abt Cajus das Akademische Gymnasium wieder ein.
Mit Gründung der Georg-August-Universität Göttingen im Jahr 1737 wurde die Klosterschule Ilfeld an diese eng angebunden. Deren Kurator von Münchhausen hätte die Klosterschule samt Stift am liebsten vollständig aufgelöst und auf die Finanzierung der neuen Göttinger Universität verwandt, dies war aber rechtlich nicht möglich. So wurde das Stift mit seinen Einkünften zur Finanzierung herangezogen. Die Klosterschule und das Stift wurden unter die Aufsicht des Göttinger Hochschullehrers Johann Matthias Gesner gestellt und in dessen Nachfolge später von Christian Gottlob Heyne beaufsichtigt. Die Klosterschule Ilfeld gelangte so im 18. Jahrhundert zu hohem Ansehen und wurde als Kaderschmiede der Georgia-Augusta wahrgenommen, eine Vorbereitungsanstalt für die Göttinger Universität.
Seit 1823 befindet sich das Stift Ilfeld und damit auch die Klosterschule als Sondervermögen in der Verwaltung der Klosterkammer in Hannover. Das Königliche Stifts-Pädagogium erhielt ab 1859 sukzessive neue Gebäude anstelle der mittelalterlichen Klostergebäude, die dafür abgerissen wurden. Der 1864 gebildete Kreis Ilfeld war eine hannoversche Exklave, nach der Annexion des Königreichs Hannover eine Exklave der preußischen Provinz Hannover in der Provinz Sachsen. Das hannoversche Stifts-Pädagogium wurde daher 1866 geschlossen. 1867 folgte dann die Neueröffnung als preußische Königliche Klosterschule Ilfeld. Die bekannten mitteldeutschen Internate standen durchaus in engem freundschaftlichen Kontakt wie exemplarisch  durch die Schulschrift belegt wird, die die Landesschule Pforta bei Bad Kösen den Ilfeldern zum 350. Schuljubiläum 1896 dedizierte. Politisch kam Ilfeld erst 1932 zur Provinz Sachsen. Das Stiftsvermögen blieb aber in Verwaltung der Klosterkammer. Von 1934 bis 1944 wurde die Schule als Nationalpolitische Erziehungsanstalt (Napola) genutzt. Nachdem die Gebäude für die Verwaltung des Rüstungsbetriebes Mittelwerk GmbH beansprucht worden waren, wurde der Schulbetrieb in Ilfeld ab 1943 in die Napola Ballenstedt verlagert und 1944 völlig eingestellt. Nach dem Krieg wurden die Gebäude als Krankenhaus der nahen Stadt Nordhausen genutzt, aus dem 1993 die Neanderklinik Harzwald GmbH wurde. Die Bibliothek der Schule mit bedeutendem Altbestand erlitt erhebliche Verluste und kam schließlich in die Forschungsbibliothek Gotha.

## Lehrer
- Michael Neander (1525–1595)
- Johann Ludwig Meil (1729–1772)
- Heinrich Ludolf Ahrens

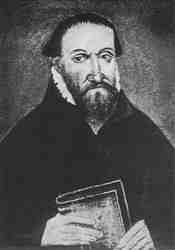
Michael Neander

- Johann Heinrich Stuß (1713–1728), ab 1724 Prorektor
- Just Christian Stuß (1748–1766), ab 1752 Prorektor
- Heinrich Gottlieb Köhler (1802–ca. 1820), ab 1811 Konrektor
- August Ernst Zinserling (1800–1807)
- Ernst Wiedasch, ab 1835 Direktor des Pädagogiums Ilfeld[4]
- August Grotefend
- Johann Konrad Schaubach
- Marcus Ites (1912–1934)

## Schüler
- Carl Adrian von Arnstedt (1716–1800), preußischer Gutsherr und Direktor der Kammerdeputation in Ellrich
- Anton Günther Billich (1599–1640), Arzt und chemiatrischer Fachschriftsteller
- Willy Brandt (1885–1975), Pädagoge
- Friedrich Franz von Bülow (1788–1848), Vize-Landmarschall des Herzogtums Lauenburg
- Walter Buresch (1860–1928), Landrat
- Ernst Siegfried Buresch (1900–1969), Präsident des Schleswig-Holsteinischen Landessozialgerichts
- Heinrich Eckstorm (1557–1622), evangelischer Theologe und Lehrer
- Otto Gerlach (1866–1914), Mediziner
- Georg Friedrich Grotefend (1775–1853), Sprachwissenschaftler und Altertumsforscher
- Ludwig Hassenpflug (1794–1862), kurhessischer Innen- und Justizminister
- Friedrich zu Solms-Baruth (Politiker, 1853)
- Ferdinand von Hiddessen (1887–1971), Flugpionier und Politiker (NSDAP)
- Eduard von Kielmansegg (1804–1879), hannoverscher Politiker
- Otto Kiep (1886–1944), Diplomat und Widerstandskämpfer gegen den Nationalsozialismus
- Magnus Knebusch (1874–1937), Gutsbesitzer und Politiker (DNVP)
- Jürgen von dem Knesebeck (1888–1980), Politiker (NSDAP)
- Walter Ködderitz (1898–1980), lutherischer Theologe
- Konrad Linder (1884–1963), Pädagoge und Schulmann
- Martin Lydius (1539/1540–1601), reformierter Theologe
- Aimé von Mesmer-Saldern (1815–1889), schleswig-holsteinischer Gutsbesitzer, dänischer Hofbeamter und Deputierter der Holsteinischen Ständeversammlung
- Friedrich Ludwig Wilhelm Meyer (1759–1840), Jurist, Gelehrter, Bibliothekar, Publizist und Bühnenschriftsteller
- Friedrich Meisner (1765–1825), Naturforscher und Hochschullehrer in Bern
- Fritz Mooshake (1877–1969), von 1924 bis 1933 Präsident der preußischen Bau- und Finanzdirektion in Berlin
- Börries Freiherr von Münchhausen (1874–1945), Schriftsteller und Lyriker
- Eberhard von Oertzen (1856–1908), Naturforscher und Privatgelehrter
- Victor von Oertzen (1854–1934), Generalleutnant im deutschen Heer
- Heinrich XXXI. Reuß zu Köstritz (1856–1918), Politiker, Diplomat
- Carl Peters (1868–1929), Politiker, Publizist, Kolonialist und Afrikaforscher
- Johann Rothmaler (1601–1650), Theologe und Geistlicher
- Johannes Thal (1542–1583), Arzt und Botaniker
- Theodor Ubbelohde (1805–1853), Verwaltungsjurist
- Woldemar Graf Uxkull-Gyllenband (1898–1939), Althistoriker
- Christian Rudolf Karl Wichmann (1744–1800), deutscher evangelisch-lutherischer Geistlicher und Pädagoge
- Wilhelm Wiedasch (1821–1900), deutscher Philologe und Gymnasialdirektor
- Carl Zeisberg (1804–1850), Bibliothekar und Sammler von Büchern